# Triumph 3T-serie
De Triumph 3T-serie is een serie 350cc-motorfietsen die het Britse merk Triumph produceerde van 1940 tot 1969.

## Voorgeschiedenis
De basis voor de 3T-serie lag bij de eind 1937 geïntroduceerde Triumph Speed Twin 5T, een door Edward Turner ontworpen en ontwikkelde 500cc-paralleltwin. Turner was in 1936 van Ariel gekomen, toen eigenaar Jack Sangster de motorfietsproductie van Triumph erbij kocht. Bij het uitbreken van de Tweede Wereldoorlog dong Triumph net als concurrerende merken naar de gunst van het War Office om militaire motorfietsen te kunnen leveren. Het had al de 350cc-eencilinder Triumph 3HW met kopklepmotor, de 350cc-eencilinder Triumph 3SW met zijklepmotor en de 500cc-eencilinder Triumph 5SW met zijklepmotor. Hoewel het Britse leger een voorkeur had voor de eenvoudige techniek van de zijkleppers, waren er wel degelijk kopkleppers in de race, behalve de Triumph 3HW bijvoorbeeld ook de 350cc-BSA B30 WD en de 350cc-Matchless WG3/L. Die WG3/L werd in 1939 al ingezet in Noord-Frankrijk en nadat veel militair materieel in Duinkerke was achtergebleven tijdens de evacutatie-operatie Dynamo werden de tekorten aangevuld met de opvolger G3/L, die al een telescoopvoorvork had.

## Triumph 3TW
De Triumph 3TW was een kleinere versie van de 500cc-Triumph Speed Twin 5T. De machine was waarschijnlijk kansrijk om naast de 500cc-BSA W-M20 door het War Office te worden aangekocht. De eerste 50 gebouwde exemplaren gingen echter tijdens het bombardement op Coventry op 14 november 1940 verloren, toen de Triumph-fabriek aan Priory Street geheel werd verwoest. Triumph opende in 1942 een nieuwe fabriek en Meriden, maar toen was de legeropdracht al naar Matchless gegaan. Nu ook de bouwtekeningen verloren waren gegaan bouwde Triumph van 1942 tot 1945 wel een andere militaire 350cc-motorfiets, de eencilinder Triumph 3HW met de kopklepmotor van de Triumph De Luxe 3H. Deze machines werden aangekocht door de Royal Navy. De Triumph 3TW was de eerste Triumph die was uitgerust met een wisselstroomdynamo.

### Motor
De motor was een dwarsgeplaatste luchtgekoelde paralleltwin-kopklepper met een boring van 55 mm en een slag van 73,5 mm waardoor de cilinderinhoud op 348,8 cc kwam. Ze had twee laagliggende nokkenassen: voor de inlaatkleppen achter het cilinderblok en voor de uitlaatkleppen ervoor. De kleppen werden geopend door stoterstangen en tuimelaars en gesloten door klepveren. Er was een enkele Amal-carburateur toegepast en de ontsteking werd verzorgd door een magneet. Ze had een dry-sump-smeersysteem waarvan de cilindervormig olietank onder het zadel zat. Het kleppenmechanisme was helemaal ingesloten in de cilinderkop. De machine had een aan de rechterkant omhooggebogen twee-in-een-uitlaat, die normaal op sportmodellen werd gezet, maar die ook zorgde voor de nodige bodemvrijheid.

### Transmissie
Aan de linkerkant van de krukas zat een transmissiedemper om de aandrijflijn te beschermen tegen de klappen van de motor. Daar zaten ook de dynamo en het voortandwiel van de primaire ketting, die in een oliebad draaide. De meervoudige natte plaatkoppeling dreef de losse (pre-unit) voetgeschakelde vierversnellingsbak aan. Het achterwiel werd aangedreven door een ketting. Op de versnellingsbak zat ook de kickstarter.

### Rijwielgedeelte
De machine kreeg een semi-dubbel wiegframe met een enkele voorbuis die van het balhoofd naar beneden liep en die zich aan de voor/onderkant van het blok splitste in twee buizen. De voorvork was een girder met een enkele centrale veer en met een frictie-schokdemper aan de rechterkant en een frictie-stuurdemper bovenop. Achtervering was er niet. Voor en achter zaten trommelremmen.

### Uitrusting
Als militair model had de 3TW vanzelfsprekend weinig chroom. Bijna alles was olijfgroen gespoten. Ze had een fors bagagerek dat was voorbereid voor zijtassen en ook een klein broodzadeltje dat normaal gebruikt werd op racemotoren om de coureur plat over de tank te laten zitten, maar dat in dit geval een zeer oncomfortabele, ongeveerde zitplaats voor een duoassagier vormde.

## Triumph 3T De Luxe en Tiger 85
In 1946 verschenen de Triumph 3T De Luxe en de Triumph Tiger 85. De 3T De Luxe was de toerversie, de Tiger 85 de sportversie. De compressieverhouding was nog erg laag, vanwege de "Pool"-benzine met zijn matige klopvastheid die in de eerste na-oorlogse jaren nog gebruikt moest worden. Motorisch waren ze grotendeels gelijk aan de 3TW, maar de wisselstroomdynamo op het krukasuiteinde was vervangen door een gelijkstroomdynamo aan de voorkant van het blok. De Tiger 85 bleef niet lang, hij verdween waarschijnlijk al na 1947, maar de 3T De Luxe bleef tot 1950 in het programma. De machines hadden inmiddels wel een telescoopvork gekregen en als accessoire konden klanten ook een geveerde achternaaf bestellen die was afgeleid van een naaf die George Dowty voor het landingsgestel van de Gloster Gladiator dubbeldekker had ontwikkeld. Dit werd de Triumph sprung hub, die slechts vijf centimeter veerweg gaf maar wel acht kilo toevoegde aan het onafgeveerd gewicht. Ten opzichte van de 3T De Luxe had de Tiger 85 hoge compressie zuigers en gepolijste cilinderkoppen en in- en uitlaatpoorten en wat meer chroom. Bij beide modellen zat het kastje voor het boordgereedschap laag tussen de buizen van het achterframe en het instrumentenpaneel zat op de tank, terwijl de snelheidsmeter op het stuur zat.

## Triumph 3TU
Officieel werd de Triumph 3TU pas in 1947 gebouwd, maar al in 1939 werkte Edward Turner aan dit prototype, dat uiteindelijk bedoeld was om als New Imperial op de markt te komen. Turner wilde een eenvoudige woon-werkverkeer-machine bouwen die aspirantkopers aansprak die een "schone" motorfiets wilden zonder olie- en vetspatten en straatvuil. Daarom kreeg de 3TU zeer forse spatborden en een enkel zweefzadel. Dat de machine ook schijfwielen kreeg had niets te maken met de reinheid, maar het was een probeersel van Turner als alternatief voor spaakwielen. Ze veroorzaakten twee problemen: zijwindgevoeligheid en te warme trommelremmen. Er kwamen echter geen New Imperials meer. Het merk hield op te bestaan.

## Triumph T21 Twenty One en 3TA
Pas in 1957 kwam er weer een nieuwe 350cc-Triumph, officieel de T21 "Twenty One". Dit was de eerste Triumph met een unit construction-blok, ontworpen door Edward Turner en Jack Wickes. De naam zou verwijzen naar het 21-jarige bestaan van Triumph Engineering, maar ook naar de Amerikaanse inhoudsmaat van 21 kubieke inches. Het ontwerp, met veel plaatwerk dat al meteen de bijnaam "bathtub" opleverde, werd nooit populair, zeker niet in de zo belangrijke markt in de Verenigde Staten, waar bijvoorbeeld dealer Bud Ekins stapels van deze badkuipen achter zijn bedrijf had liggen omdat zijn klanten ervan gruwden. Ook het motorblok was vernieuwd. De boring werd vergroot naar 58,3 mm, de slag verkleind naar 65,5 mm, waardoor de cilinderinhoud op 349,7 cc kwam. Het instrumentepaneel was inmiddels verhuisd naar de in 1947 geïntroduceerde koplampnacelle, waardoor er op de tank ruimte kwam voor een extra bagagerekje. In 1959 veranderde de officiële naam in Triumph 3TA, maar onofficieel (zelfs in advertenties) bleef de toevoeging "Twenty One" bestaan. De "A" stond voor alternator: de machine kreeg een wisselstroomdynamo en accu-bobine-ontsteking waarbij de stroomverdeler achter het cilinderblok stond. Het enorme plaatwerk bleef ondanks kritiek gehandhaafd. Het iets minder forse "bikini"-achterspatbord verscheen in 1964 en het verdween pas in het laatste productiejaar, 1966. Rond 1963 verhuisde de stroomverdeler naar het distributiecarter aan de rechterkant van het blok.

## Triumph T90/Tiger 90
Zowel in 1961 als in 1962 werd een prototype onder de naam "T90" gebouwd. Dit was het sportieve broertje van de 3TA, zonder het plaatwerk. Het waren echter geen "opgevoerde" 3TA's, maar verkleinde 5TA's en hoewel het van nature geen terreinmotoren waren, werden ze tijdens de International Six Days Trial van 1962 in Garmisch-Partenkirchen ingezet door Gordon Blakeway en Roy Peplow. Toen de machine in 1963 op de markt kwam, kreeg ze de naam Triumph Tiger 90, een verwijzing naar de vooroorlogse 500cc-Tiger 90. De machine werd met een sportstuur geleverd, maar op de veel belangrijker markt in de Verenigde Staten kreeg ze een hoog stuur. De compressieverhouding was verhoogd naar 9:1, waardoor het vermogen steeg naar ruim 27 pk. In 1969, drie jaar na de 3TA, verdween de Tiger 90. Een van de redenen was dat er even sterke 250cc-machines bestonden, die in een lagere belastingklasse vielen. Een Honda CB 250 K0 leverde hetzelfde vermogen en tweetakten als de Suzuki T 250 en de Kawasaki A1 250 Samurai waren nog veel sterker. Triumph bracht de Triumph TR25W Trophy uit, geen eigen ontwerp, maar een machine gebaseerd op de BSA B25 Woodsman.

## Triumph Tiger 90SC
Van de Triumph Tiger 90SC werden slechts 27 exemplaren gebouwd, allemaal op dezelfde dag, 1 maart 1963. 25 stuks werden in 1964 geleverd aan Johnson Motors (JoMo) in Pasadena (Californië) en de overige twee gingen in 1965 naar Guam, waarschijnlijk voor daar gelegerde Amerikaanse militairen. Het waren Tiger 90's die waren omgebouwd voor offroad-gebruik.

## Triumph Tiger 90P
Van de politie-uitvoering Tiger 90P werden in 1967 178 exemplaren en in 1969 nog eens 28 exemplaren geleverd. Technische gegevens zijn hiervan niet bekend, omdat elk politiekorps de machines naar eigen voorkeur liet bouwen.

## Triumph T35WD en 3TAWD
In 1965 begon Triumph met de ontwikkeling van de Triumph T35WD, een militair model waarbij "WD" stond voor "War Department". De machine kreeg een soort "snorkel", waarbij de luchtinlaat uitmondde onder de koplampnacelle zodat de doorwaadhoogte groter werd. De bodemvrijheid werd vergroot door langere voorvorkpoten en achterschokbrekers. 1104 van deze machines werden in 1967 via de firma R.S. Stokvis en zonen geleverd aan de Nederlandse krijgsmacht. Ze waren voorzien van Solex-carburateur, wat niet onlogisch was omdat Stokvis ook Solex-importeur en zelfs producent was. De machine werd officieel Triumph 3TAWD genoemd, maar Nederlandse militairen kenden haar alleen als Triumph 3TA.

## Afbeeldingen

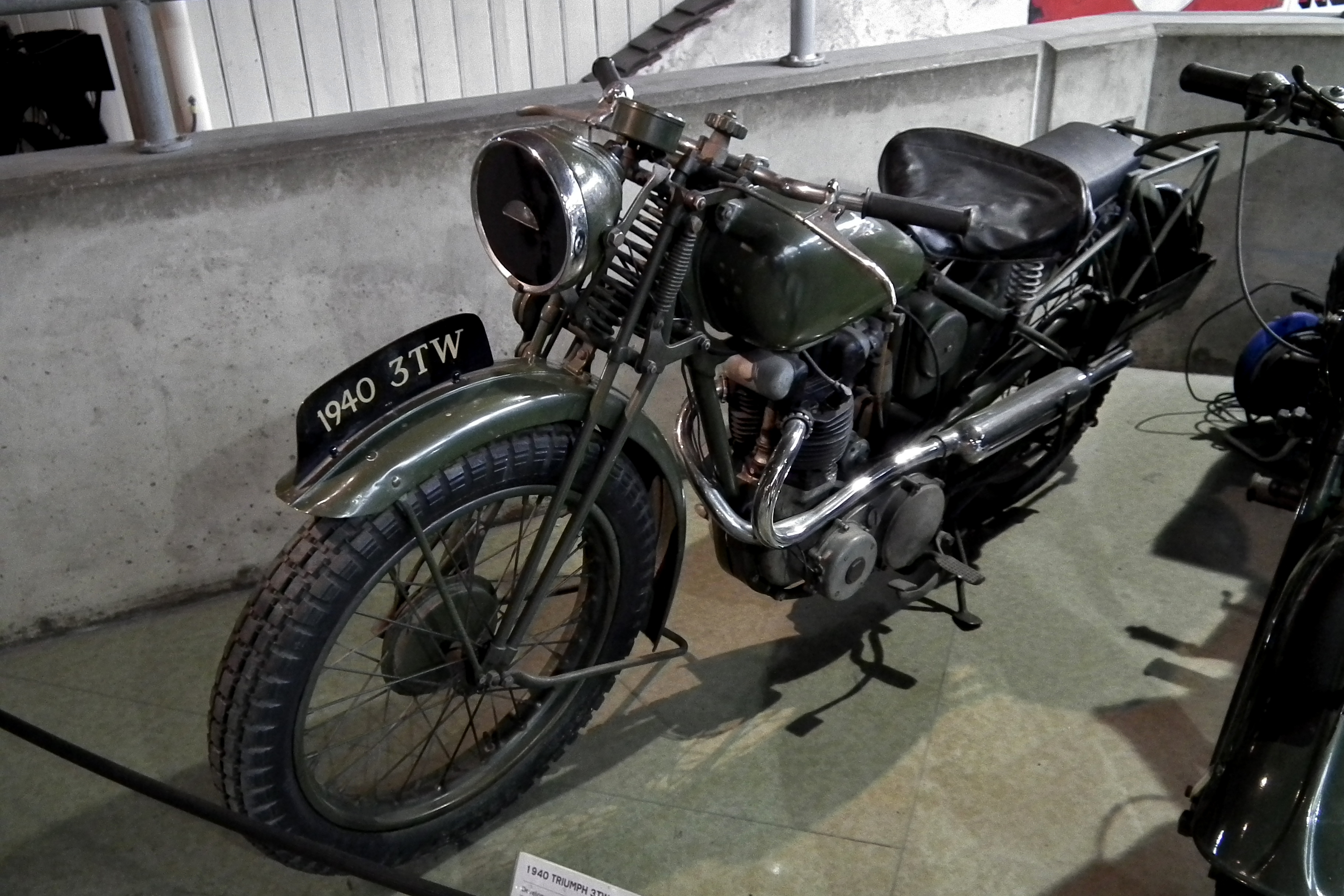
Triumph 3TW uit 1940
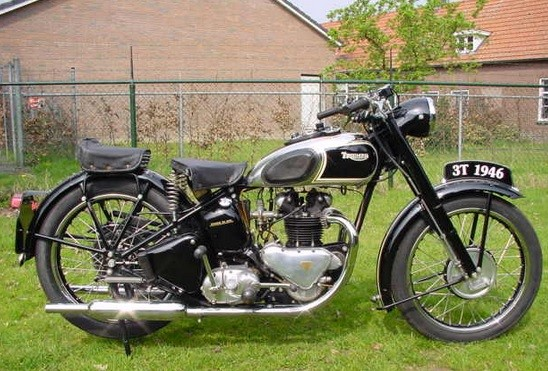
Triumph 3T De Luxe
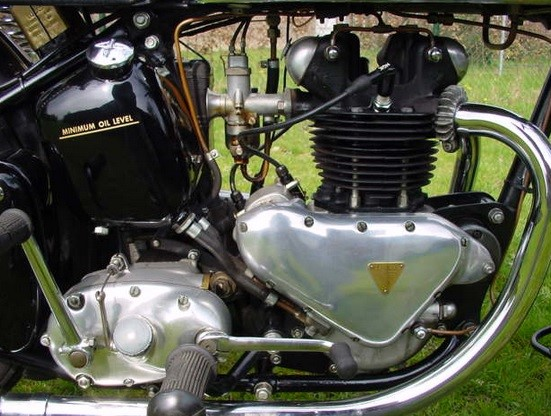
De rechterkant van het 3T/Tiger 85-blok met het distributiecarter met rechts de aandrijving van de dynamo en links die van de ontstekingsmagneet. De versnellingsbak is nog apart gemonteerd (pre-unit) en bevat het schakelpedaal en de kickstarter.
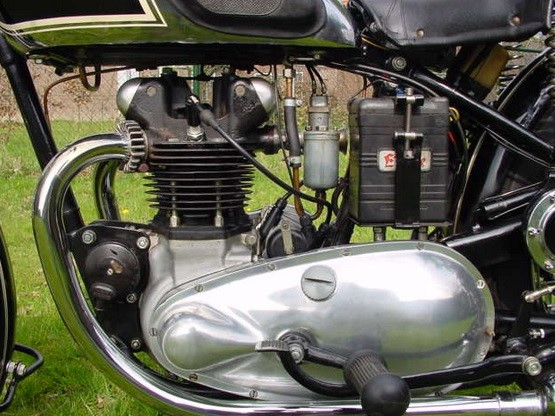
De linkerkant van het blok met de gelijkstroomdynamo en het transmissiedeksel met de uitstulping voor de transmissiedemper.
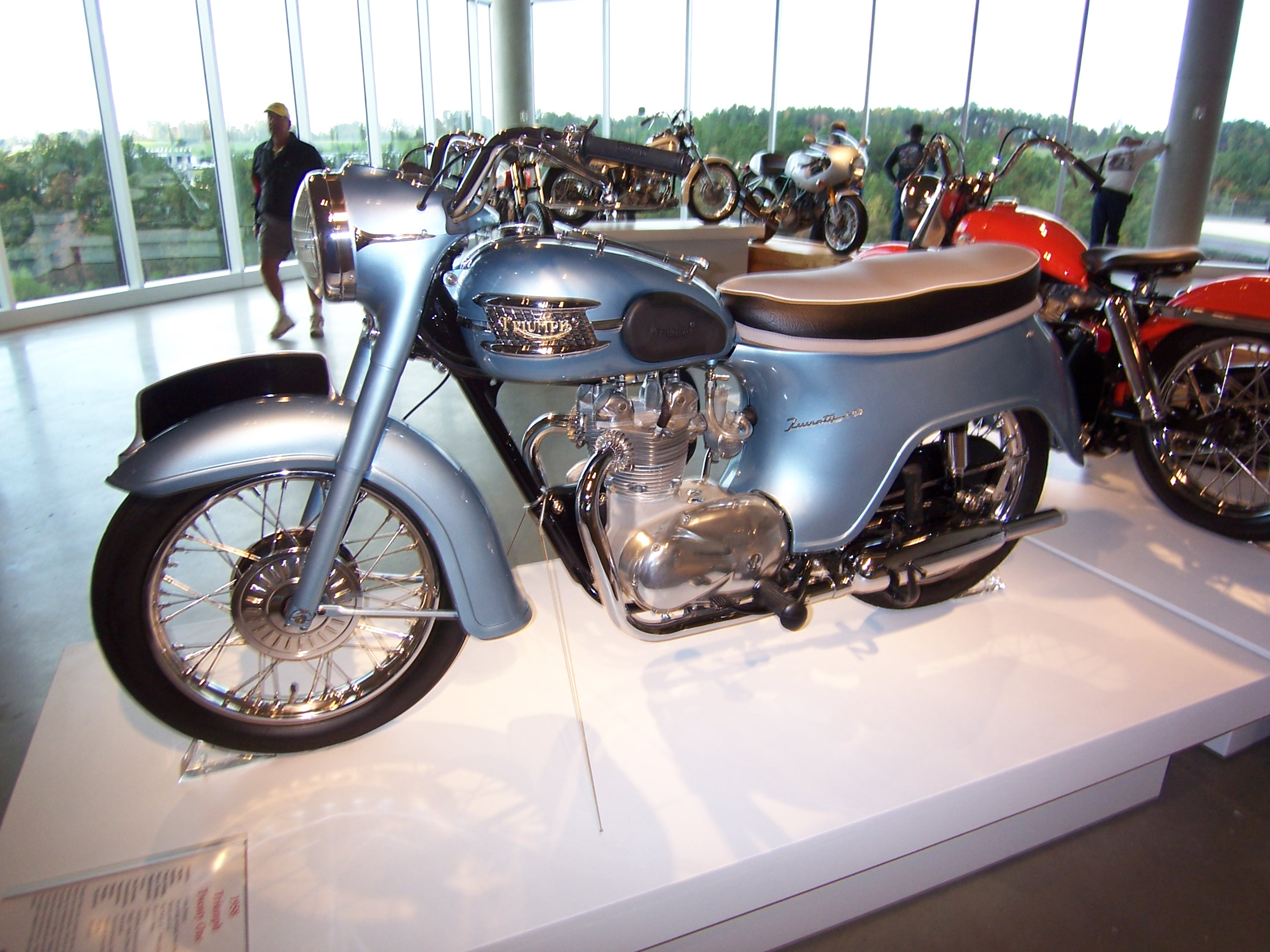
Triumph Twenty One uit 1958

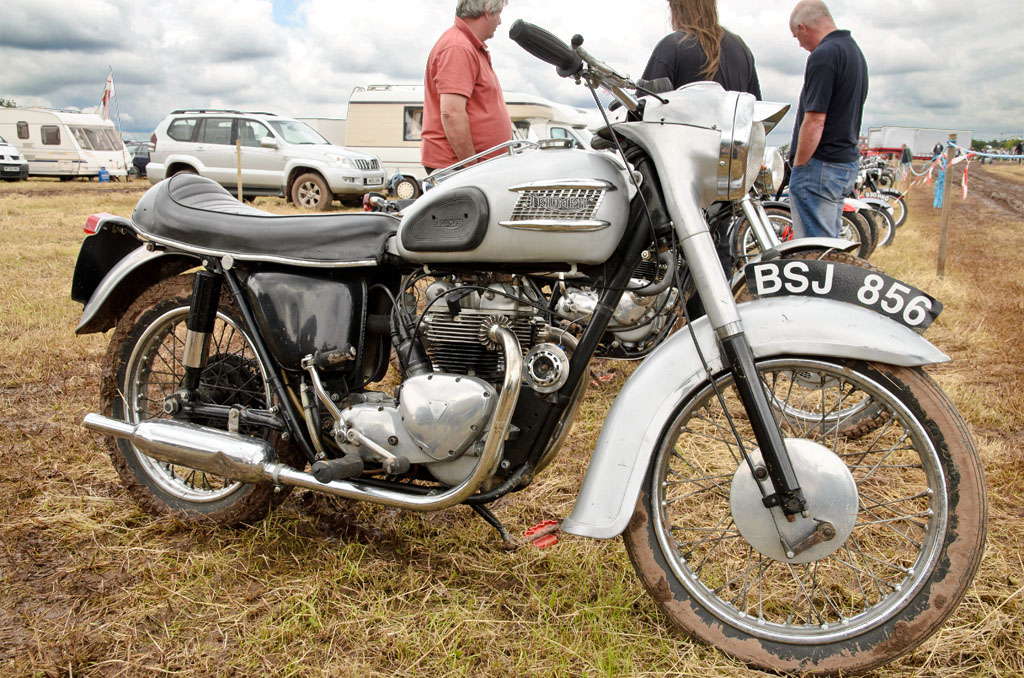
Een "gestripte" Triumph 3TA was vooral in de Verenigde Staten populairder dan het origineel.
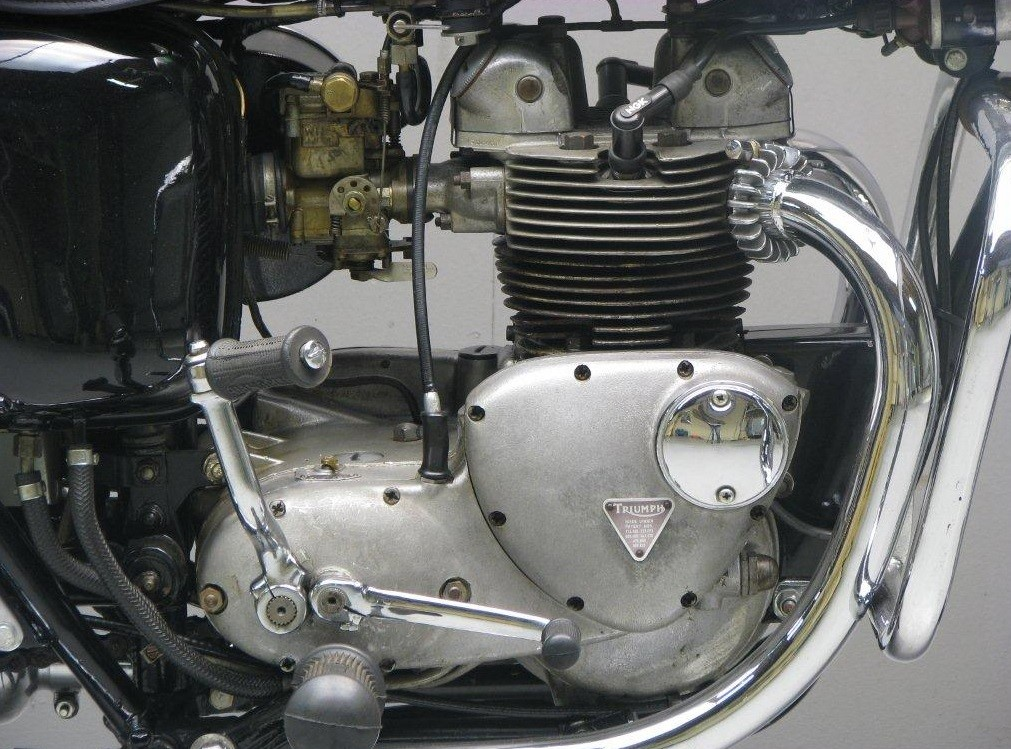
Het blok uit 1963, met het inspectieplaatje voor de stroomverdeler op het distributiecarter en de unit construction-versnellingsbak.
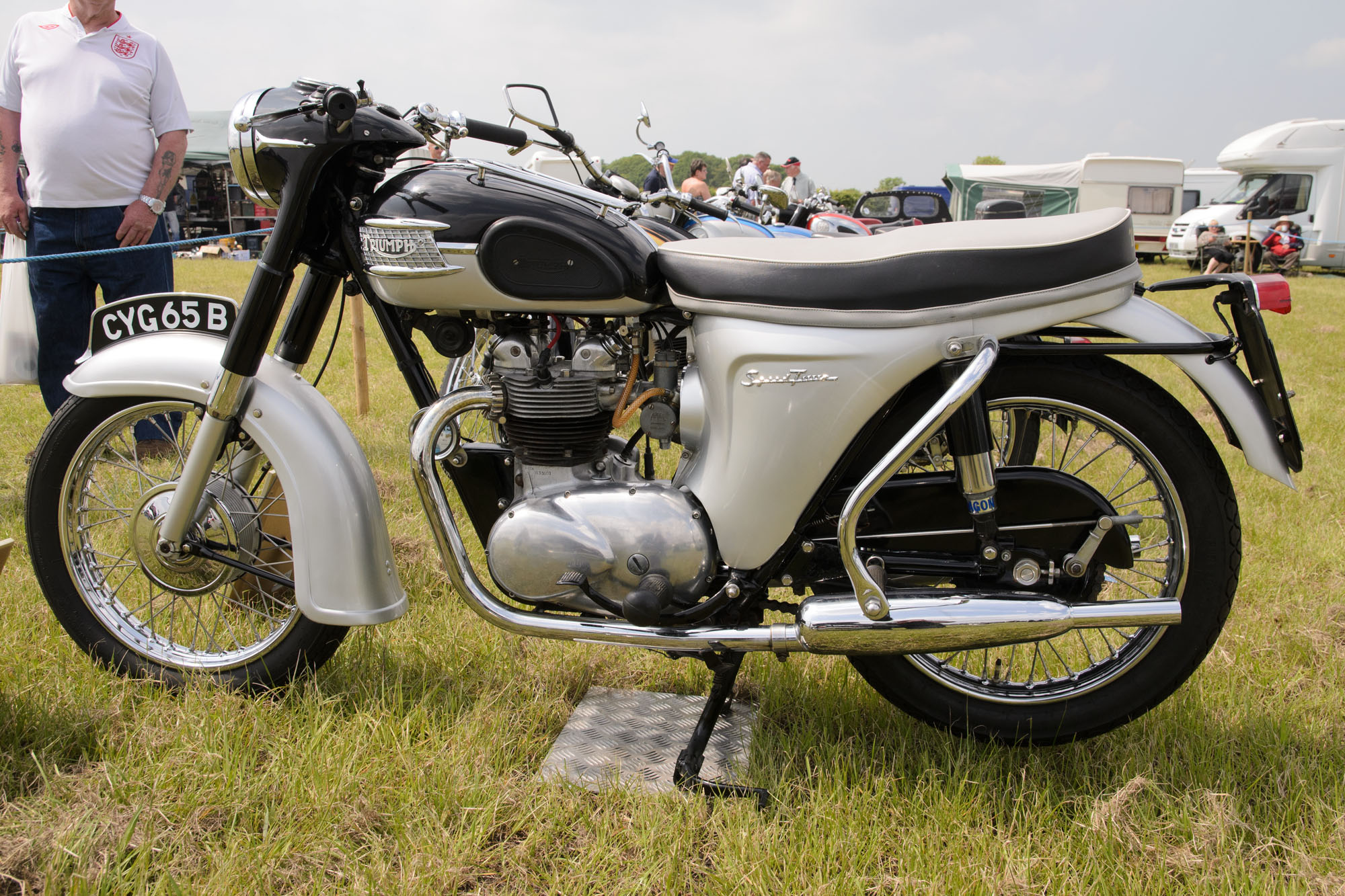
In 1964 kwam het iets kleinere "bikini"-plaatwerk, hier op een Speed Twin 5TA.
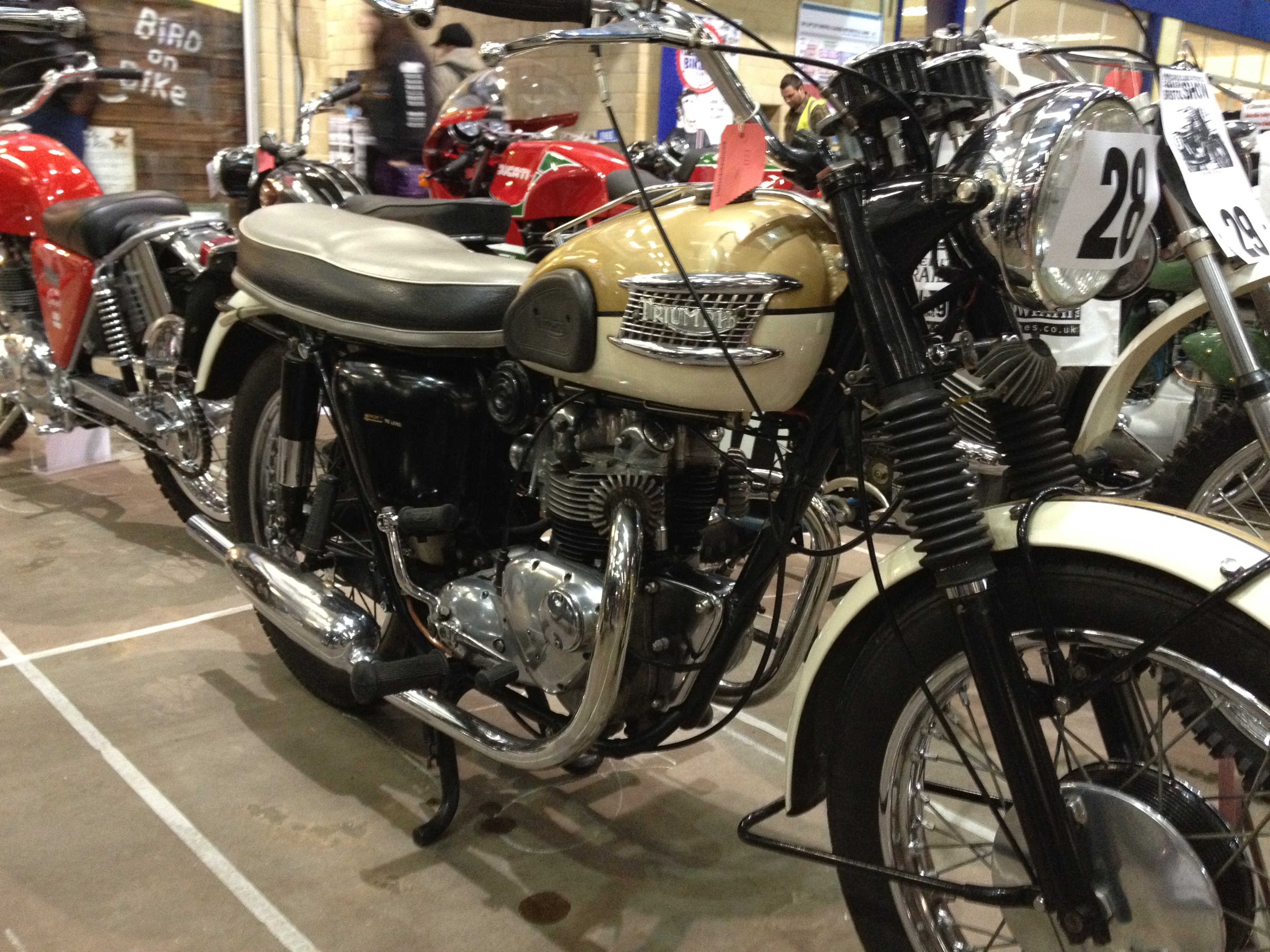
Triumph Tiger 90
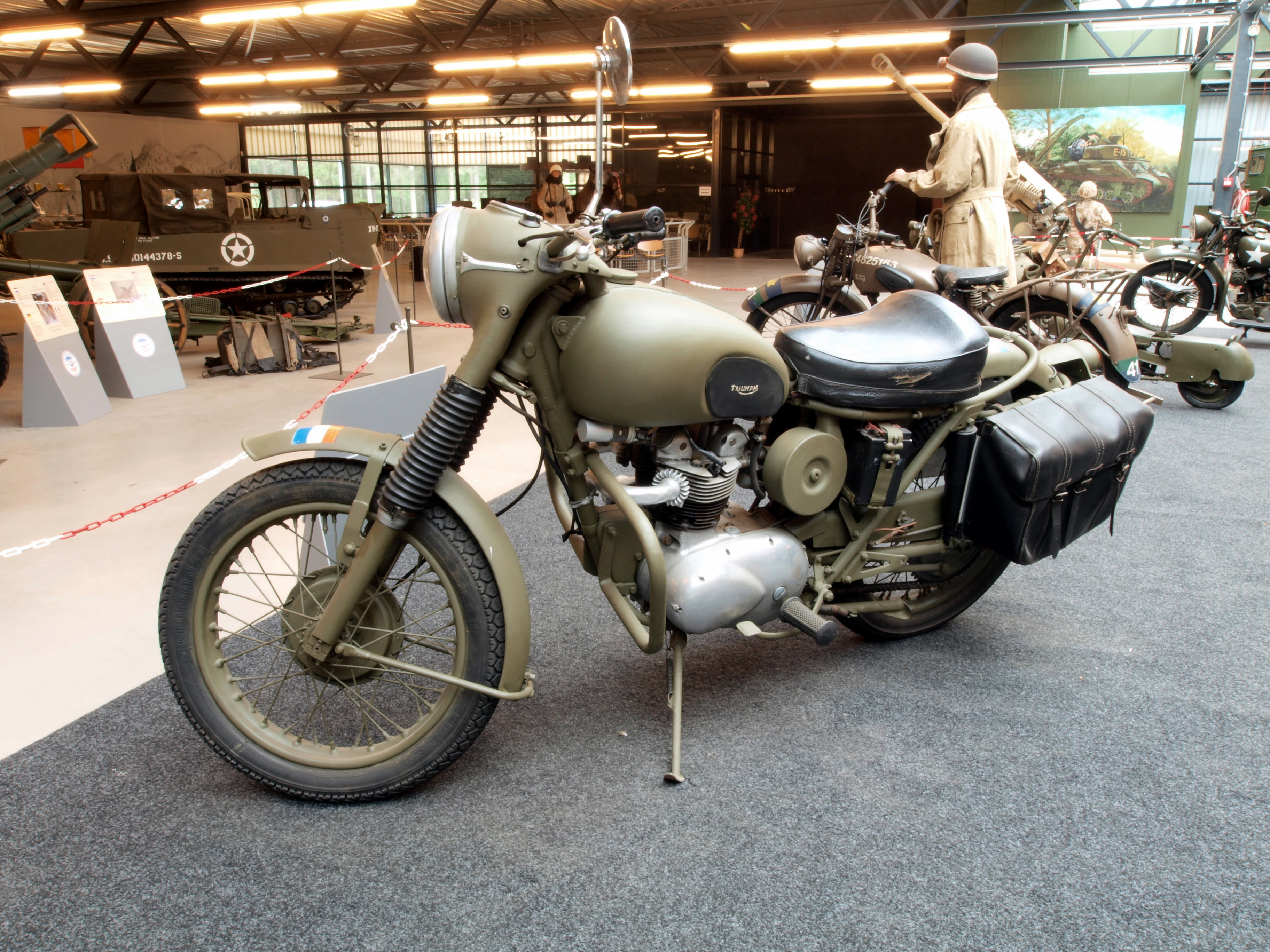
Triumph 3TA van het Nederlandse leger
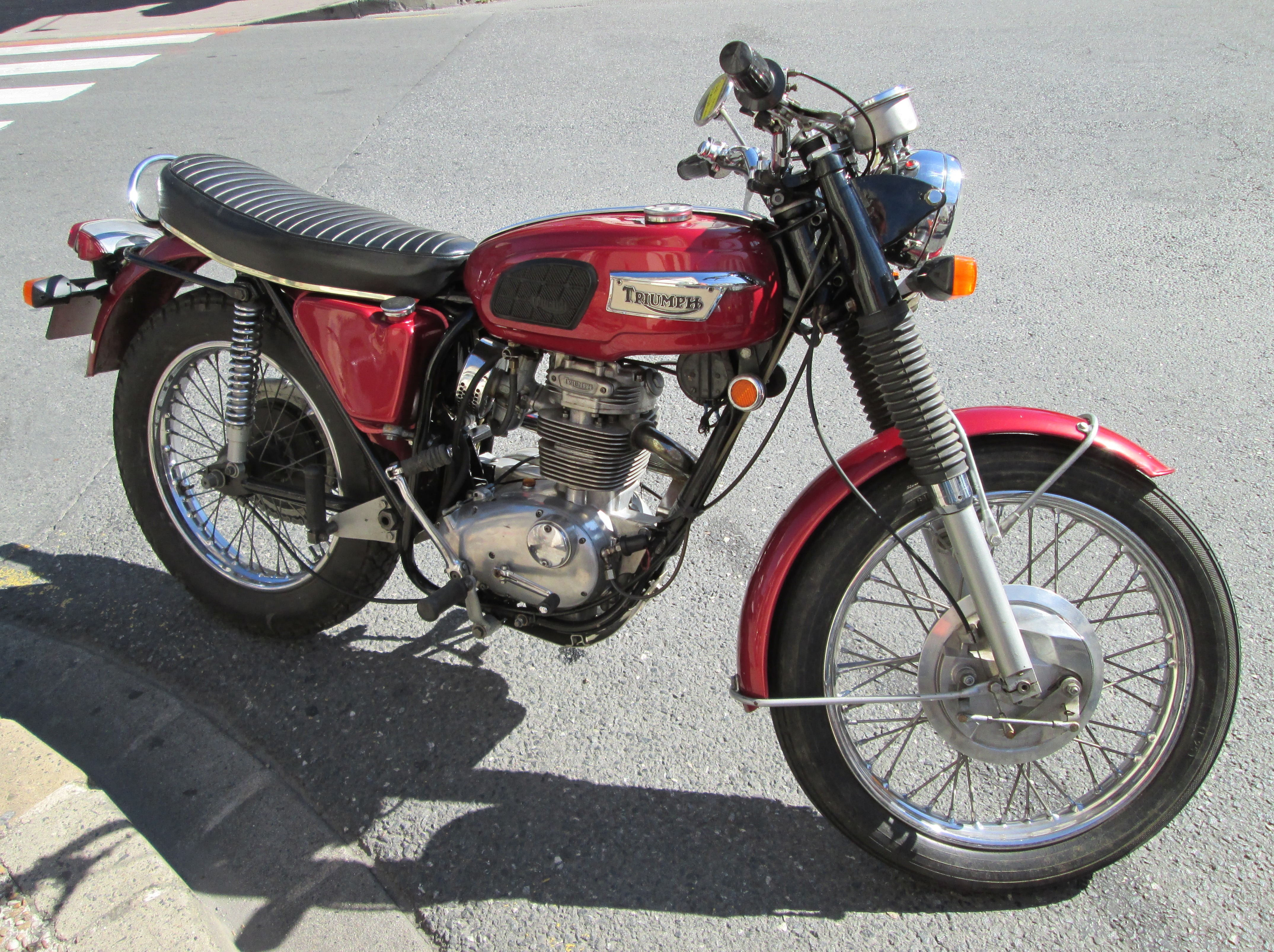
De 250cc-Triumph TR25W Trophy werd de vervanger van de 350cc-modellen, maar werd gebouwd door BSA in Birmingham.

## Technische gegevens
| Triumph                | 3TW                          | Tiger 85                     | 3T De Luxe                   | 3TU                          | T21 Twenty One               | 3TA                          | Tiger 90                     | Tiger 90SC                   | 3TAWD                        | Tiger 90P                    |
| ---------------------- | ---------------------------- | ---------------------------- | ---------------------------- | ---------------------------- | ---------------------------- | ---------------------------- | ---------------------------- | ---------------------------- | ---------------------------- | ---------------------------- |
| Periode                | 1940                         | 1946-1947                    | 1946-1950                    | 1947                         | 1957-1958                    | 1959-1966                    | 1963-1969                    | 1964                         | 1965-1967                    | 1967 en 1969                 |
| Categorie              | Militair                     | Sport                        | Toer                         | Prototype                    | Toer                         | Toer                         | Sport                        | Sport                        | Militair                     | Politie                      |
| Motortype              | Stoterstangen kopklepmotor   | Stoterstangen kopklepmotor   | Stoterstangen kopklepmotor   | Stoterstangen kopklepmotor   | Stoterstangen kopklepmotor   | Stoterstangen kopklepmotor   | Stoterstangen kopklepmotor   | Stoterstangen kopklepmotor   | Stoterstangen kopklepmotor   | Stoterstangen kopklepmotor   |
| Bouwwijze              | Dwarsgeplaatste paralleltwin | Dwarsgeplaatste paralleltwin | Dwarsgeplaatste paralleltwin | Dwarsgeplaatste paralleltwin | Dwarsgeplaatste paralleltwin | Dwarsgeplaatste paralleltwin | Dwarsgeplaatste paralleltwin | Dwarsgeplaatste paralleltwin | Dwarsgeplaatste paralleltwin | Dwarsgeplaatste paralleltwin |
| Koeling                | Lucht                        | Lucht                        | Lucht                        | Lucht                        | Lucht                        | Lucht                        | Lucht                        | Lucht                        | Lucht                        | Lucht                        |
| Boring                 | 55 mm                        | 55 mm                        | 55 mm                        | 55 mm                        | 58,3 mm                      | 58,3 mm                      | 58,3 mm                      | 58,3 mm                      | 58,3 mm                      | 58,3 mm                      |
| Slag                   | 73,4 mm                      | 73,4 mm                      | 73,4 mm                      | 73,4 mm                      | 65,5 mm                      | 65,5 mm                      | 65,5 mm                      | 65,5 mm                      | 65,5 mm                      | 65,5 mm                      |
| Cilinderinhoud         | 348,8 cc                     | 348,8 cc                     | 348,8 cc                     | 348,8 cc                     | 349,7 cc                     | 349,7 cc                     | 349,7 cc                     | 349,7 cc                     | 349,7 cc                     | 349,7 cc                     |
| Carburateur(s)         | 1 Amal                       | 1 Amal                       | 1 Amal                       | 1 Amal                       | 1 Amal Monobloc              | 1 Amal Monobloc              | 1 Amal Monobloc              | 1 Amal                       | 1 Solex                      | 1 Amal                       |
| Ontsteking             | Magneet                      | Magneet                      | Magneet                      | Magneet                      | Magneet                      | Accu-bobine                  | Accu-bobine                  | Accu-bobine                  | Accu-bobine                  | Accu-bobine                  |
| Smeersysteem           | Dry-sumpsysteem              | Dry-sumpsysteem              | Dry-sumpsysteem              | Dry-sumpsysteem              | Dry-sumpsysteem              | Dry-sumpsysteem              | Dry-sumpsysteem              | Dry-sumpsysteem              | Dry-sumpsysteem              | Dry-sumpsysteem              |
| Compressieverhouding   | Onbekend                     | Onbekend                     | 6,3:1                        | 6,3:1                        | 7,5:1                        | 7,5:1                        | 9:1                          | 9:1                          | 7,5:1                        | Onbekend                     |
| Max. Vermogen          | Onbekend                     | Onbekend                     | 18,5 pk bij 6.500 tpm        | 18,5 pk bij 6.500 tpm        | 18,5 pk bij 6.500 tpm        | 18,5 pk bij 6.500 tpm        | 27,4 pk bij 7.500 tpm        | 27,4 pk bij 7.500 tpm        | 18,5 pk bij 6.500 tpm        | Onbekend                     |
| Topsnelheid            | 113 km/uur                   | ca. 135 km/uur               | Onbekend                     | Onbekend                     | Onbekend                     | Onbekend                     | ca. 145 km/uur               | ca. 145 km/uur               | Onbekend                     | Onbekend                     |
| Primaire aandrijving   | Ketting                      | Ketting                      | Ketting                      | Ketting                      | Ketting                      | Ketting                      | Ketting                      | Ketting                      | Ketting                      | Ketting                      |
| Koppeling              | Meervoudige natte plaat      | Meervoudige natte plaat      | Meervoudige natte plaat      | Meervoudige natte plaat      | Meervoudige natte plaat      | Meervoudige natte plaat      | Meervoudige natte plaat      | Meervoudige natte plaat      | Meervoudige natte plaat      | Meervoudige natte plaat      |
| Versnellingen          | 4                            | 4                            | 4                            | 4                            | 4                            | 4                            | 4                            | 4                            | 4                            | 4                            |
| Secundaire aandrijving | Ketting                      | Ketting                      | Ketting                      | Ketting                      | Ketting                      | Ketting                      | Ketting                      | Ketting                      | Ketting                      | Ketting                      |
| Rijwielgedeelte        | Semi-dubbel wiegframe        | Semi-dubbel wiegframe        | Semi-dubbel wiegframe        | Semi-dubbel wiegframe        | Semi-dubbel wiegframe        | Semi-dubbel wiegframe        | Semi-dubbel wiegframe        | Semi-dubbel wiegframe        | Semi-dubbel wiegframe        | Semi-dubbel wiegframe        |
| Voorvork               | Girder                       | Telescoopvork                | Telescoopvork                | Telescoopvork                | Telescoopvork                | Telescoopvork                | Telescoopvork                | Telescoopvork                | Telescoopvork                | Telescoopvork                |
| Achtervork             | Star                         | Star                         | Star                         | Star                         | Swingarm                     | Swingarm                     | Swingarm                     | Swingarm                     | Swingarm                     | Swingarm                     |
| Remmen                 | Trommelremmen                | Trommelremmen                | Trommelremmen                | Trommelremmen                | Trommelremmen                | Trommelremmen                | Trommelremmen                | Trommelremmen                | Trommelremmen                | Trommelremmen                |
| Tankinhoud             | Onbekend                     | 15,9 liter                   | 15,9 liter                   | 15,9 liter                   | 16 liter                     | 16 liter                     | 13,5 liter                   | 13,5 liter                   | Onbekend                     | Onbekend                     |
| Droog gewicht          | 120 kg                       | Onbekend                     | 147 kg                       | Onbekend                     | 154 kg                       | 156 kg                       | 153 kg                       | Onbekend                     | Onbekend                     | Onbekend                     |

## Trivia

### "Geschenk van Hitler"
De 3TW was ontworpen door Edward Turner, die volgens constructeur Bert Hopwood geen kritiek op zijn ontwerpen duldde, zelfs niet van testrijders. De 3TW had te kleine koelribben, een te licht frame en onderbemeten trommelremmen. Bij elke testrit liepen de machines vast en kregen de remmen last van "fading", waardoor ze niet meer werkten. Turner wilde de machine koste wat kost aan het War Office slijten. In "Whatever happened to the British motorcycle industry" schreef Hopwood in 1986 over de "Coventry Blitz": "I still feel that, so far as the 50 specials were concerned, Hitler did our War Office a favour".